# Luis Javier Rodríguez Moroy
Luis Javier Rodríguez Moroy (nacido en Logroño, La Rioja en 1944) es un abogado y político español que fue el primer presidente de la comunidad autónoma de la La Rioja. Desempeñó su cargo entre 1982 y 1983, en plena fase provisional de la autonomía riojana.

## Biografía
Comenzó su andadura en la política en el desaparecido Partido Socialdemócrata de La Rioja, que se integró en la UCD en 1976. Fue candidato a Diputado de las Cortes Españolas desde los inicios de la democracia, pero no fue hasta 1979 cuando resultó elegido.
En 1982 fue uno de los fundadores del Partido Riojano Progresista, de índole regionalista, accediendo a la presidencia de la Comunidad Autónoma y de su Gobierno ese mismo año.